# Pteris marquesensis
Pteris marquesensis är en kantbräkenväxtart som beskrevs av David H. Lorence och K. R. Wood. Pteris marquesensis ingår i släktet Pteris och familjen Pteridaceae. Inga underarter finns listade.

## Bildgalleri

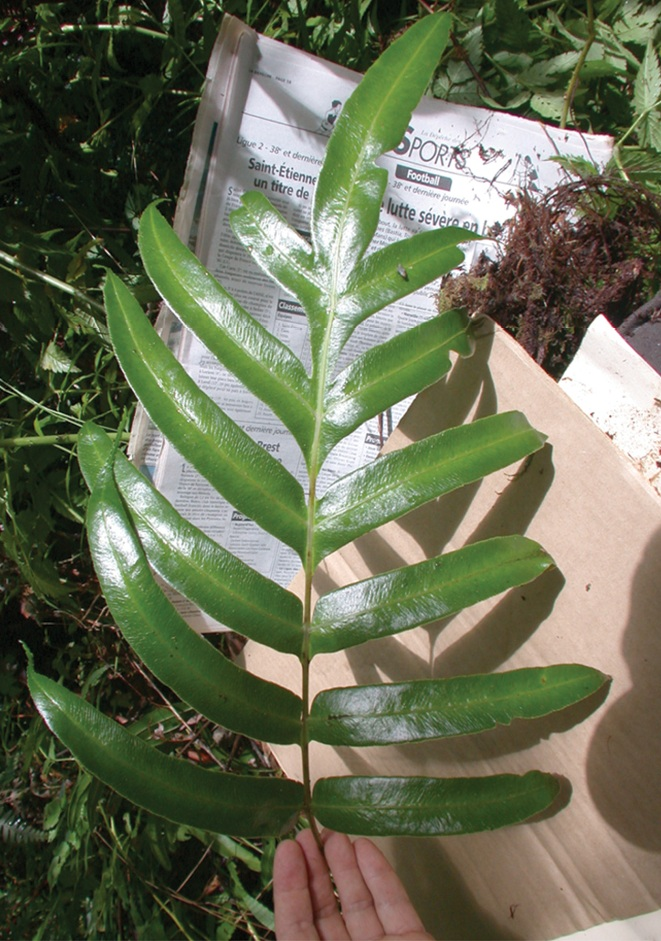